# Palau (stato)
Palau, a volte scritto anche Belau, ufficialmente Repubblica di Palau, è uno Stato insulare nell'oceano Pacifico, situato a circa 500 km a est delle Filippine. Ha ottenuto l'indipendenza dagli Stati Uniti d'America nel 1994.
Palau è anche una delle nazioni meno popolose del mondo.

## Nome
Questo Stato ha un nome che trae la sua origine da un mito, secondo il quale tale piccolo arcipelago si formò dal corpo bruciato del dio Chuab: gli uomini, sotto consiglio divino, avevano legato Chuab e preparato una pira sotto di lui, e quando Chuab domandò cosa stessero facendo essi gli risposero che stavano solo preparando un fuoco, al che Chuab rispose: "O melau", ovvero "mi state ingannando". Dal termine melau derivò il nome Belau, evolutosi poi in Palau. Un'altra interpretazione indica come derivazione del nome il termine locale aibebelau, che significa "favola". Vi è da aggiungere che in lingua indonesiana "isola" si dice "pulau", e l'arcipelago asiatico non è lontano dal paese oceanico.
I primi europei a battezzare Palau furono gli spagnoli nel XVI secolo con il toponimo Islas Pais o Las Palaos basato su Pais o Fais, isola da cui gli indigeni affermano di provenire. Le altre nazioni europee si basano su questo toponimo e lo traducono in "Isole Palaos" per i francesi e Isole Pelew per gli inglesi nel 1788 quando George Keate compilò il libro An Account of the Pelew Islands. Queste forme sono confermate da geografi come il francese Jules Dumont d'Urville e Louis-Isidore Duperrey, così come il russo Johann Adam von Krusenstern.
Basandosi sempre su questo primo toponimo, la forma senza plurale apparve quando le isole divennero tedesche nel 1899 e poi giapponesi nel 1914. Questa forma al singolare con finale -u invece di -o è dovuta alla pronuncia sia in giapponese sia in tedesco sebbene in quest'ultima lingua la forma scritta -au si pronuncia /aʊ/, un dittongo spesso descritto come pronunciato /ao/, e che in giapponese la forma attestata パラオ (che si legge [palao]) dovrebbe essere correttamente traslitterata Parao in caratteri latini e non Palau. Quando gli americani conquistarono le Isole Palau e le integrarono nel Trust Territory of the Pacific Islands dopo la seconda guerra mondiale, presero questa forma al singolare e la generalizzarono nel mondo anglofono, facendo cadere in disuso la forma Pelew.
Con l'evoluzione dello status delle Isole Palau che hanno ottenuto l'autonomia nel 1979 e l'indipendenza nel 1994, il Paluan è diventato una lingua ufficiale e in questa lingua sono nate le forme attuali. Così, il toponimo Belau è costruito per trascrivere, secondo l'ortografia inglese e il più fedelmente possibile, la pronuncia locale del nome del paese che è [bə.lɑʊ].

## Bandiera e stemma
La bandiera di questo paese riprende nella forma quella del Giappone ma con colori diversi: giallo e azzurro, anziché il rosso e il bianco. Il disco è inoltre leggermente fuori asse verso l'asta (come nella bandiera della Marina imperiale giapponese o come nella bandiera del Bangladesh).

### Sigillo
Il sigillo di Palau raffigura al centro una capanna sopra delle pietre davanti alla quale sventola una bandiera con l'iscrizione official seal (sigillo ufficiale).

## Geografia
Lo Stato fa parte della Micronesia, l'arcipelago ha una superficie di 488 km² e ha un'estensione costiera di 1519 km. Il territorio è costituito da 200 isole di origine vulcanica e corallina.

### Confini marittimi
Le acque territoriali di Palau confinano con quelle degli Stati Federati di Micronesia a est, a nord-ovest con quelle delle Filippine e a sud-ovest con quelle dell'Indonesia.

## Clima
Il clima è tropicale, con piogge abbondanti. Le variazioni stagionali delle precipitazioni e della temperatura sono poco rilevanti. La temperatura media è di 27 °C mentre il tasso dell'umidità è dell'80%; la media annuale delle precipitazioni è di 3800 mm. I cicloni tropicali portano piogge abbondanti e provocano gravi danni, soprattutto nel periodo giugno-novembre.

## Vegetazione e fauna
Le isole settentrionali, di origine vulcanica, sono fertili e coperte da una fitta foresta. Le isole più grandi sono di origine vulcanica e sono caratterizzate da una giungla interna e da grandi terrazze erbose, mentre le altre sono di origine calcarea e hanno una vegetazione meno lussureggiante.

### Fauna
Le isole meridionali sono formate dalla barriera corallina emersa. L'arcipelago è caratterizzato da una ricca biodiversità, soprattutto per quanto riguarda l'ambiente marino. I maggiori pericoli ambientali riguardano la barriera corallina, minacciata dalla pesca di frodo e dall'immissione in mare di rifiuti solidi.
Sono presenti inoltre mante, delfini, tartarughe marine, balene, piccoli squali e serpenti marini.

### Parchi
Le numerose isole rocciose, a ovest delle Flating Garden Island costituiscono un'area protetta. Il 2,4% del territorio è sottoposto a protezione.

## Società
La popolazione di Palau conta circa 17 900 abitanti. Il principale gruppo etnico (70%) è costituito dai palauani, di ceppo melanesiano. Seguono poi minoranze di micronesiani, polinesiani, europei e asiatici (soprattutto dalle Filippine).

### Lingue e dialetti
Lingua ufficiali sono il palauano e l'inglese, con l'eccezione di tre "Stati" (Sonsorol, Hatohobei e Angaur), dove gli idiomi locali si sostituiscono al palauano quali lingue ufficiali. Su Angaur anche il giapponese è riconosciuto come lingua ufficiale. Il tedesco si era localmente diffuso quando Palau faceva parte dell'impero coloniale tedesco.

### Religione
Circa due terzi dei palauani professano il cristianesimo nelle confessioni cattolica e avventista. Inoltre sono ancora molto diffusi sia l'antica religione tradizionale sia il Modekngei (un culto sincretico che combina elementi cristiani con la religione tradizionale e la chiromanzia).

## Istruzione
La maggior parte della popolazione sa leggere e scrivere; il tasso della popolazione alfabetizzata è del 90%. A Palau è presente il Palau Community College.

## Economia
Le attività economiche principali di Palau sono il turismo, l'agricoltura di sussistenza e la pesca. Il governo rappresenta il principale datore di lavoro nel paese, che dipende fortemente dagli aiuti statunitensi.
La popolazione vanta un reddito pro-capite doppio rispetto a quelle delle Filippine, e di gran lunga superiore a quello della Micronesia. Nel periodo 2000-2001 si sono registrati 50 000 arrivi di turisti. L'espansione del traffico aereo nel Pacifico, la crescente ricchezza di vari paesi dell'Asia orientale, e l'arrivo di investimenti stranieri fanno ben sperare in un ulteriore potenziamento dell'industria turistica locale.
Le risorse naturali riguardano minerali (in particolare oro), prodotti marini, minerali dai fondali marini e risorse forestali. Palau esporta olio di cocco, copra, dolci, pesce, artigianato e oggetti di metallo. Importa derrate alimentari, manufatti, bevande, tabacco, combustibile, prodotti chimici, olio vegetale e macchinari.

## Storia
I primi abitanti di Palau, probabilmente giunti dall'arcipelago malese, si stabilirono sulle isole intorno al 1000 a.C. Nel 1543 l'esploratore spagnolo Ruy López de Villalobos fu il primo europeo a visitare Palau, ma i primi tentativi europei di stanziamento e commercio con i locali si ebbero solo nel XVIII secolo per opera dei britannici. La Spagna colonizzò le isole nel XVIII secolo, vendendole alla Germania nel 1899.
Il Giappone occupò Palau allo scoppio della prima guerra mondiale e ottenne un mandato fiduciario fino alla fine della seconda guerra mondiale, quando le isole furono cedute agli Stati Uniti quale parte del Territorio fiduciario delle Isole del Pacifico (Trust Territory of the Pacific Islands). Nel 1979 i palauani votarono contro l'unione con gli Stati Federati di Micronesia, optando per l'autonomia.

### Indipendenza
Dopo un lungo periodo di transizione, durante il quale si ebbero le morti violente di ben due presidenti (Haruo Remeliik assassinato nel 1985, e Lazarus Salii suicidatosi nel 1988), l'indipendenza arrivò nel 1994; i rapporti con gli Stati Uniti sono comunque rimasti molto forti (anche attraverso la stipula di un accordo, il Trattato di Libera Associazione (COFA), tra Palau e gli USA).

## Inno
L'inno ufficiale di Palau si chiama "belau loba klisiich er a kelulul".

## Ordinamento amministrativo
Il presidente di Palau, capo sia dello Stato sia del governo, è eletto dai cittadini ogni quattro anni. Il paese è legato agli Stati Uniti d'America, che ne esercitano la difesa in caso di attacchi esterni.
L’organo legislativo è composto da un parlamento bicamerale conosciuto come Olbiil Era Kelulau. I membri delle Camere (9 nel Senato e 16 nella "Camera dei Delegati") sono scelti dalla popolazione. Il presidente attualmente in carica è Surangel Whipps Jr. La pena di morte è stata abolita nel 1994.

### Suddivisioni amministrative
Palau è diviso in 16 regioni amministrative dette Stati. La popolazione è aggiornata al censimento del 2012:
| Stato        | Superficie (km²) | Popolazione (2012) |
| ------------ | ---------------- | ------------------ |
| Aimeliik     | 52               | 281                |
| Airai        | 44               | 2 537              |
| Angaur       | 8                | 130                |
| Hatohobei    | 3                | 10                 |
| Kayangel     | 3                | 76                 |
| Koror        | 18               | 11 665             |
| Melekeok     | 28               | 299                |
| Ngaraard     | 36               | 453                |
| Ngarchelong  | 10               | 281                |
| Ngardmau     | 47               | 195                |
| Ngaremlengui | 65               | 309                |
| Ngatpang     | 47               | 257                |
| Ngchesar     | 41               | 287                |
| Ngiwal       | 26               | 226                |
| Peleliu      | 13               | 489                |
| Sonsorol     | 3                | 6                  |

## Valuta e francobolli

### Valuta
La valuta ufficiale di Palau è il dollaro. Esistono anche delle monete commemorative, dollari di Palau, a uso esclusivo di collezionismo numismatico, che non sembrano avere valore legale nello Stato.

### Francobolli
Per concessione dell'amministrazione postale statunitense, Palau emette a partire dal 1983 francobolli propri.
La prima emissione è avvenuta il 10 marzo 1983. I francobolli, emessi in blocco di quattro del valore di 20 centesimi l'uno, rappresentavano, con immagini della Costituzione, di cacciatori e di pesci, l'inaugurazione del loro Servizio Postale.
Nel 2008 Palau ha emesso dei francobolli che raffigurano specie di balene in via di estinzione del valore di 20 centesimi. Inoltre Palau ha emesso francobolli raffiguranti conchiglie e pescatori.
Nel 1994 ha emesso un foglietto di 8 francobolli raffiguranti animali che trasportano una lettera, tutti da 40 centesimi, raffiguranti pipistrelli, coccodrilli, trichechi, serpenti, delfini, tartarughe, polipi e mante. Il foglietto era intitolato: Philatelic fantasies.

## Città importanti
Nonostante la capitale sia Ngerulmud, la città più importante e con maggiore rilievo è Koror.

## Comunicazioni

### Trasporti
Dal luglio 2004 l'Aeroporto Internazionale di Palau prevede voli di linea diretti a Seul, Tokyo, Guam, Taipei e Manila. Inoltre, gli Stati di Angaur e Peleliu sono regolarmente serviti di piccoli aeroporti. Quello di Peleliu, con pista di terra battuta (da 1,828 x 12 m) che risale alla Seconda Guerra Mondiale, adeguato solo ad aerei da turismo, è stato ristrutturato dagli U.S. Marine Corps nel 2024, diventando in grado di far atterrare un KC-130 il 22 giugno dello stesso anno.

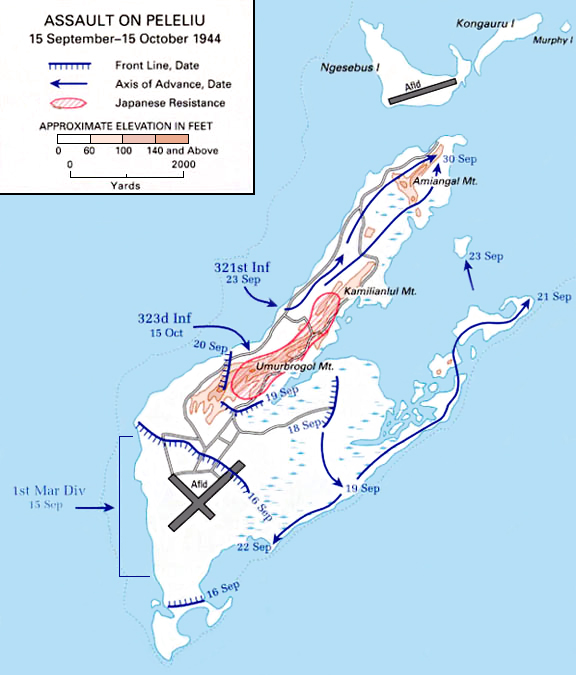
Mappa dell'aeroporto all'epoca della Seconda Guerra Mondiale. Al giorno d'oggi sopravvive solo la pista più lunga.

## Cultura

### Patrimoni dell'umanità
La laguna meridionale delle Rock Islands, è il primo sito di Palau a essere iscritto, nel 2012, nella Lista dei patrimoni dell'umanità dell'UNESCO.

### Produzione letteraria
Tra i poeti del XX secolo possiamo ricordare Valentine Namio Sengebau, a cui venne anche intitolato un concorso di poesia.

## Ricorrenze nazionali
Il 9 luglio si celebra il Giorno della Costituzione (1980), mentre il 1º ottobre si celebra l'indipendenza dagli Stati Uniti, nel 1994.

## Sport

### Calcio
C'è un organo calcistico nazionale, la Palau Football Association, attiva dal 2002 e affiliata alla Oceania Football Confederation ma non alla FIFA. C'è anche una rappresentativa nazionale che ha esordito nel 1987.